# Picardie

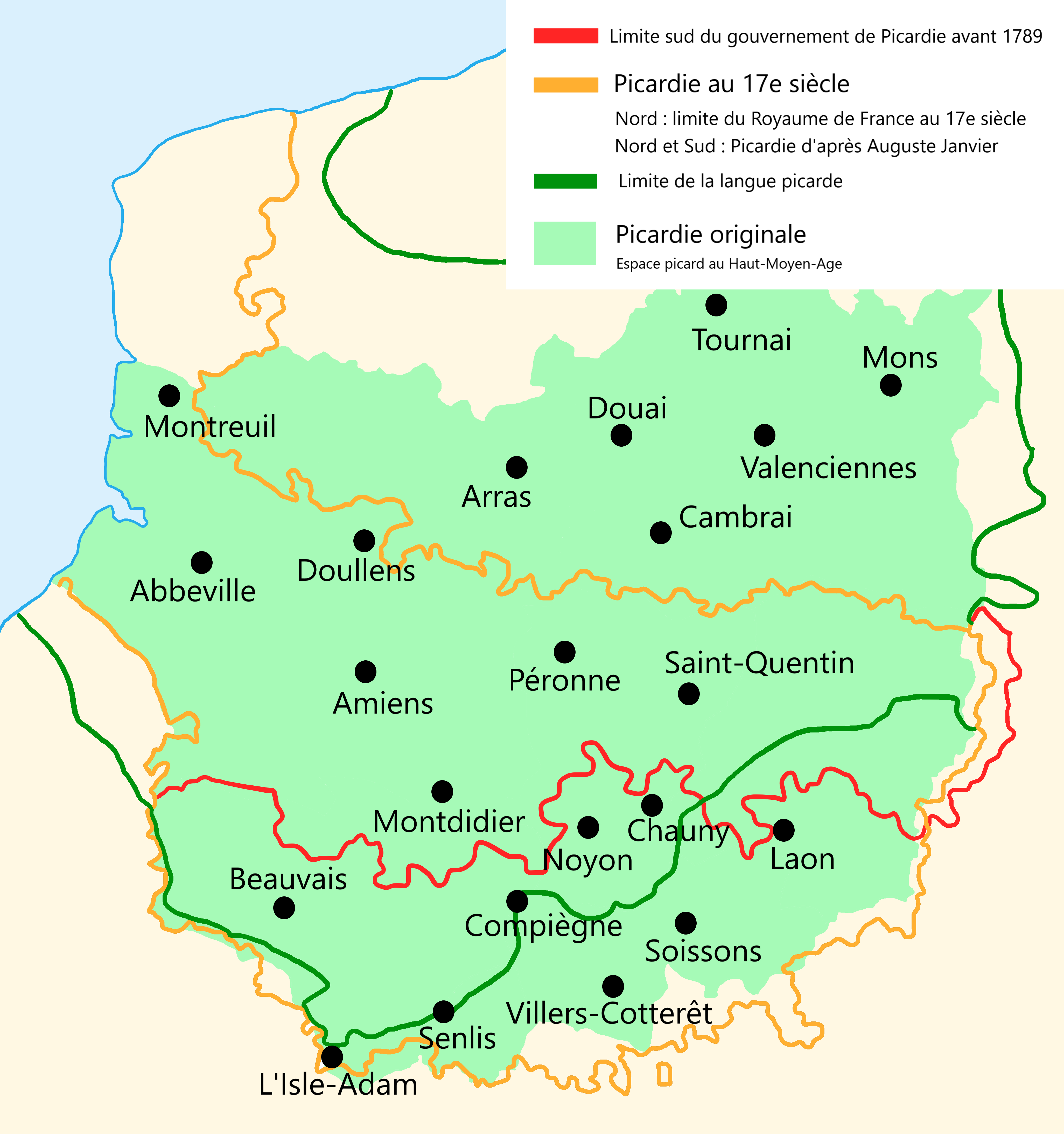
Picardie

Die Picardie [pikaʁdi] ist eine Landschaft sowie eine ehemalige politische Region und Provinz im Norden Frankreichs. Sie bestand früher aus den Départements Aisne, Oise und Somme, hatte eine Fläche von ca. 19.400 km² und knapp 2 Millionen Einwohner (Stand 1. Januar 2022). Hauptstadt der Region war Amiens. Mit der Einrichtung der Regionen Frankreichs im Jahr 1960 entstand die Region Picardie in den nachmaligen Grenzen neu. Zwölf Jahre später erhielt sie den Status eines Établissements public unter Leitung eines Regionalpräfekten. Seit dem Jahr 2016 ist sie Teil der Region Hauts-de-France.

## Geographie

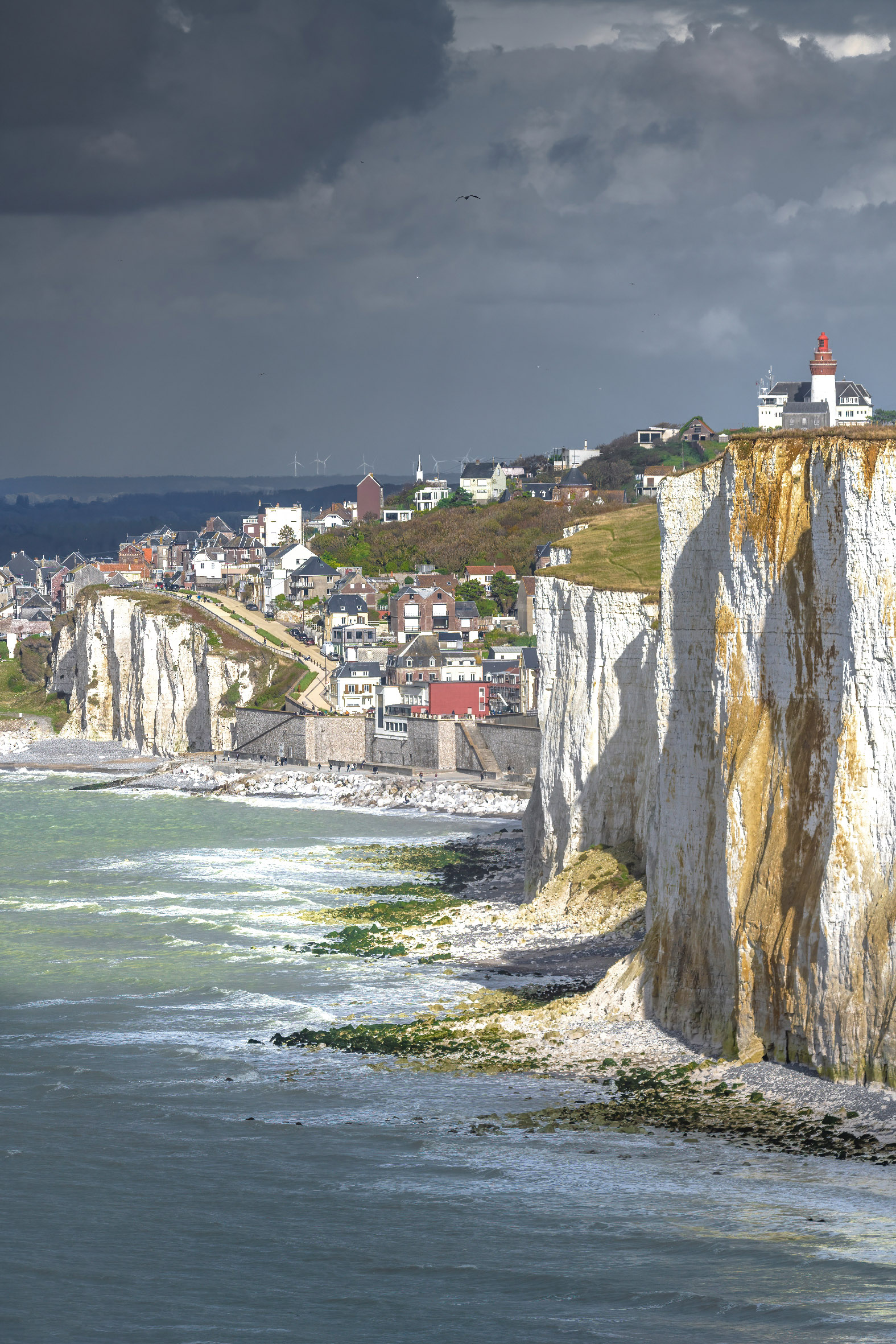
Kliffküste am Ärmelkanal in Ault

Die Picardie liegt im Norden Frankreichs, der Süden der Region ist von Paris in etwa einer Stunde mit dem Auto oder Zug erreichbar. Es bestehen günstige Verkehrsverbindungen (Straße, Schiene, Luft, Kanaltunnel bzw. Fähre) in die europäischen Metropolen (z. B. London 2.30 h, Brüssel 1.30 h).
Sie grenzte an die Regionen Nord-Pas-de-Calais, Champagne-Ardenne, Île-de-France und Haute-Normandie sowie an Belgien und den Ärmelkanal.

## Wappen
Beschreibung: Im blau-silber gevierten Wappen sind drei goldene Lilien und drei rote Löwen.

## Geschichte
Die Picardie, die seit der Teilung des Frankenreichs zum Westfrankenreich und dann zu Frankreich gehörte, war das Zentrum des Bauernaufstandes, der „(Grande) Jacquerie“, Mitte des 14. Jahrhunderts und fiel während des Hundertjährigen Krieges Frankreichs gegen England und das Haus Burgund ab 1419 bzw. 1435 an Burgund. Erst mit der Burgundischen Teilung fiel es 1477 bzw. endgültig 1493 zusammen mit Burgund an Frankreich. Die Picardie war einer der Hauptkriegsschauplätze des Ersten Weltkrieges.
Durch die Dezentralisierungsgesetze von 1982 erhielten die Regionen den Status von Collectivités territoriales (Gebietskörperschaften), wie ihn bis dahin nur die Gemeinden und die Départements besessen hatten. Im Jahre 1986 wurden die Regionalräte erstmals direkt gewählt. Seitdem wurden die Befugnisse der Region gegenüber der Zentralregierung in Paris schrittweise erweitert.
Zum 1. Januar 2016 fusionierte die Region Picardie mit der Region Nord-Pas-de-Calais zu einer neuen Region namens Hauts-de-France (von Januar bis September 2016 vorläufig Nord-Pas-de-Calais-Picardie genannt).

## Städte
Die bevölkerungsreichsten Städte der Picardie sind:
| Stadt           | Einwohner (Jahr) | Département |
| --------------- | ---------------- | ----------- |
| Amiens          | 134.780 (2022)   | Somme       |
| Beauvais        | 55.906 (2022)    | Oise        |
| Saint-Quentin   | 52.995 (2022)    | Aisne       |
| Compiègne       | 40.808 (2022)    | Oise        |
| Creil           | 36.494 (2022)    | Oise        |
| Soissons        | 28.667 (2022)    | Aisne       |
| Laon            | 24.066 (2022)    | Aisne       |
| Abbeville       | 22.406 (2022)    | Somme       |
| Nogent-sur-Oise | 21.859 (2022)    | Oise        |
| Senlis          | 15.238 (2022)    | Oise        |

## Politische Gliederung
Die Region Picardie ist in drei Départements untergliedert:
| 525.558 | (2022) |

| 830.725 | (2022) |

| 565.540 | (2022) |

## Wirtschaft
Im Vergleich mit dem BIP der Europäischen Union ausgedrückt in Kaufkraftstandards erreichte die Region 2006 einen Index von 86,3 (EU-27 = 100).
Die erwerbsfähige Bevölkerung umfasst 744.000 Menschen. Die Arbeitslosenquote von 11,5 % liegt leicht über dem französischen Durchschnitt von 10,6 %. In der Picardie sind 9,2 % der Beschäftigten in der Landwirtschaft, 40,7 % in der Industrie und 50,1 % im Dienstleistungsbereich tätig.
Das Durchschnittseinkommen in der Picardie liegt bei 89 % des Landesdurchschnitts, sie gehört damit zu den vier einkommensschwächsten Regionen Frankreichs. Auch der Anteil von Beschäftigten mit Diplomabschluss an der picardischen Bevölkerung liegt mit 10,6 % unter dem französischen Durchschnitt von 14,2 %.